# 雙重火力
《雙重火力》（英語：Double Team）是一部1997年美國動作喜劇片，由香港導演徐克執導，唐·雅各比（Don Jakoby）和保羅·莫因斯（Paul Mones）共同撰寫劇本。其主演包括尚-克勞德·范·達美、丹尼斯·羅德曼、保羅·費里曼及米基·洛克。
故事主要描述反恐探員傑克·昆恩（Jack Quinn，范·達美飾演）被指派將一名難以捉摸的恐怖分子史塔夫羅斯（Stavros，洛克飾演）繩之以法；當史塔夫羅斯綁架了昆恩的妻子後，該任務則變成了私人恩怨，而唯一能幫助昆恩的便是古怪的軍火商亞茲（Yaz，羅德曼飾演）。
該片為徐克在美國的導演處女作，由哥倫比亞影業定於1997年4月4日在美國上映。《雙重火力》上映後獲得普遍差評，同時也是個在商業利益上失敗的票房炸彈。該片亦在第18屆金酸莓獎入圍且贏得了三個獎項，包括最差新人（羅德曼）、最差男配角（羅德曼）及最差銀幕組合（羅德曼與范·達美）。

## 劇情
傑克·昆恩從國際恐怖主義分子史塔夫羅斯那成功奪取對方在克羅埃西亞美軍基地偷走的一輛載滿鈽的武裝卡車後，昆恩宣布退休，並和他懷孕的妻子凱薩琳住在法國南部。三年後，一位政府代表來找昆恩，對方表示史塔夫羅斯再次復出並試圖說服昆恩幫助他們，但昆恩不願意復出。但在與昆恩會面後不久，史塔夫羅斯用汽車炸彈殺死了那名政府代表，這才讓昆恩同意追捕史塔夫羅斯。
根據收到的情報，昆恩前往比利時安特衛普，並找到了古怪的軍火商亞茲。在取得武器後，昆恩指揮了一支三角洲部隊在一間遊樂園埋伏，以暗殺史塔夫羅斯。但當史塔夫羅斯與他6歲的兒子見面時，這讓昆恩猶豫是否對目標開槍。
史塔夫羅斯利用昆恩的猶豫引發了雙方的交火，但在這過程中，卻讓史塔夫羅斯的兒子被殺。史塔夫羅斯逃到醫院後與追來的昆恩在婦產科病房進行搏鬥，最後利用手榴彈的爆炸而讓昆恩倒地並失去意識。昆恩在「殖民地」（The Colony）上醒來，這是個為了懲罰任務失敗的探員的秘密收容所。昆恩得知他因未能抓住史塔夫羅斯而被送往殖民地，他的家人被告知他已經死去，且只有被認為「有利用價值不能殺掉，但太危險而無法釋放」才必須待在殖民地上。殖民地由亞歷克斯·戈爾茲米斯負責管理，該島上的居民負責分析恐怖主義威脅，且必須每天使用指紋掃描儀進行登記。與此同時，凱薩琳接到羅馬藝術畫廊的電話，得知自己的雕塑藝術品將要在館內展出；當凱薩琳到達時，史塔夫羅斯綁架了她。
在分析從恐怖分子爆炸案中獲取的訊息時，昆恩接到史塔夫羅斯留下的訊息，並得知自己的妻子已被對方所抓。因此昆恩意識到如果要拯救她，他必須逃離殖民地。昆恩在自我特訓後設計了一個欺騙指紋掃描儀的裝置，並利用空投物資的飛機將自己攀在貨物上而離開島嶼。昆恩去找了亞茲，這是唯一一個可以幫助他的人，請求幫助以讓對方換取中央情報局的銀行帳戶。亞茲同意提供幫助，兩人去了昆恩家，並在那被史塔夫羅斯的手下伏擊。在成功殺光敵方後，昆恩接到史塔夫羅斯的消息，得知他為了凱薩琳而必須去羅馬的一間旅館。當他們到達羅馬時，亞茲得知昆恩的妻子懷孕後，決定不收他的錢而主動提供協助。史塔夫羅斯將嬰兒的超聲波診斷圖留在會面地點給昆恩。昆恩給史塔夫羅斯發了電子郵件，邀他在城鎮廣場見面。
在會面地點，昆恩在一輛車上看到了凱薩琳的身影，但在他到達前卻提早讓車開走，並在不久後，史塔夫羅斯的人馬和各地情報局人員發生槍戰。昆恩跟蹤史塔夫羅斯的手下至凱薩琳被關押的酒店套房，並找到了她行蹤的線索——一個處方瓶標籤。與此同時，凱薩琳被送往一間醫院，以迎接她的生產。該處方瓶在亞茲友人的幫助下，使昆恩能夠找到凱薩琳的醫院，但發現史塔夫羅斯已經帶走了他的兒子。在一位護士的幫助下，昆恩到達史塔夫羅斯和嬰兒待的一個羅馬露天劇場，且劇場中央還埋有許多地雷。史塔夫羅斯放出了一隻老虎來在雷區地帶考驗昆恩，如果他能活下來便能帶走他的兒子。
亞茲騎著一輛摩托車抵達並帶走了嬰兒，而昆恩則在甩開老虎後與史塔夫羅斯在雷區對決。直到史塔夫羅斯踩上一個地雷（因亞茲移動了地雷旁的標記）後動彈不得。昆恩、亞茲和帶著嬰兒的亞歷克斯打算離開，而當史塔夫羅斯解放地雷後，使自己與老虎同歸於盡。亞茲利用一台投幣式飲料機來當成掩護物，以使昆恩等人躲避後方的爆炸。之後，亞歷克斯要求昆恩將自己的一截頭髮和衣物留給自己當紀念，因為昆恩逃離了島，使身為他「監護人」的亞歷克斯打算取他性命；此時，亞茲用一枚能釋放出煙霧彈的爆破硬幣讓昆恩趁機開車離開，而亞歷克斯也為此笑著離去。

## 演員
- 尚-克勞德·范·達美 飾演傑克·保羅·昆恩（Jack Paul Quinn）：前政府反恐探員，因史塔夫羅斯綁架他懷孕的妻子凱薩琳而被迫從退休中復出。
- 丹尼斯·羅德曼飾演亞茲（Yaz）：古怪的軍火商，在得知傑克·昆恩妻子懷孕後自願協助昆恩。
- 米基·洛克飾演史塔夫羅斯（Stavros）：國際恐怖分子，在自己的兒子意外死去後將此怪罪傑克·昆恩。
- 娜塔莎·蘭丁格爾（英语：Natacha Lindinger）飾演凱薩琳·昆恩（Kathryn Quinn）：傑克·昆恩的妻子兼雕塑藝術家，和自己未出生的兒子被史塔夫羅斯綁架。
- 保羅·費里曼飾演亞歷克斯·戈爾茲米斯（Alex Goldsmythe）：「殖民地」（The Colony）負責人，同時也是傑克·昆恩的「監護人」（負責監控昆恩）。

## 反響
《雙重火力》整體評價負面居多。匯總媒體網站爛番茄根據19篇評論，新鮮度11%，平均得分3.8／10。
《紐約時報》的珍妮特·馬斯林認為《雙重火力》「整體缺乏人情味。演員們像是在夢遊一般，當場景都結束時，他們才會停下。」《Time Out》在評論中寫道：「徐克不僅僅是另一位動作導演，也是世上電影界偉大的幻想家之一，在中國的《蝶變》和《黃飛鴻》贏得了許多讚譽。但這只是個垃圾：一條不相干的詹姆士·龐德致敬漫談，只有真正的腐朽和籃球員丹尼斯·羅德曼的存在才能將其區分。」
但該片並非全獲負評，《洛杉磯時報》認為《雙重火力》是「范·達美最好的作品之一」，並稱讚了羅德曼和洛克的表現。

## 榮譽
| 獎項           | 類別         | 提名人            | 結果 |
| -------------- | ------------ | ----------------- | ---- |
| 第18屆金酸莓獎 | 最差新人     | 丹尼斯·羅德曼     | 獲獎 |
| 第18屆金酸莓獎 | 最差男配角   | 丹尼斯·羅德曼     | 獲獎 |
| 第18屆金酸莓獎 | 最差銀幕組合 | 丹尼斯·羅德曼     | 獲獎 |
| 第18屆金酸莓獎 | 最差銀幕組合 | 尚-克勞德·范·達美 | 獲獎 |

## 外部連結
- 互联网电影数据库（IMDb）上《雙重火力》的资料（英文）
- AllMovie上《雙重火力》的资料（英文）
- 爛番茄上《雙重火力》的資料（英文）